# Sinclair QL
Sinclair QL (Quantum leap) bilo je britansko kućno računalo koje je proizvodila tvrtka Sinclair Research.

## Povijest
Na tržištu se pojavio 1984., a iako je bio prvotno zamišljen kao nasljednik računala ZX Spectrum, bio je usmjeren poslovnim ljudima i hobistima. Originalno je zamišljen 1981. pod kodnim imenom ZX83, i to kao prijenosno računalo za poslovne ljude s ultra tankim zaslonom. Obzirom na kašnjenja u razvoju, ZX83 mijenja ime u ZX84, a na kraju je postalo jasno da od prenosivosti neće biti ništa, pa je QL na kraju postao stolno računalo.
Izlaskom na tržište, uočene su mnoge greške, pogotovu u ROM-u, uglavnom u SuperBASICu. Ispravci ROM-a su se isporučivali na vanjskom dodatku od 16 KB, da bi se kasnijim redizajnom računala unutarnji ROM proširio na 48 KB. Također je bilo problema i s pouzdanošću microdriveova, koji su kasnije otklonjeni. Uz sve ove probleme, nestandardnu tipkovnicu, te kašnjenja u isporuci, osnovni problem je bio nedostatak programske podrške, tako da proizvodnja prestaje 1985. zbog nedovoljne potražnje.

## Tehnička svojstva
Srce hardvera bio je procesor Motorola 68008 takta 7,5 MHz. QL je bilo prvo računalo masovno proizvedeno na procesoru serije Motorola 68000. To je bio 32-bitni procesor s 8-bitnom magistralom podataka, što je oslabilo mogućnosti računala. Količina ugrađenog RAM-a iznosila je 128 KB (proširivo do 640 KB), a mogao se povezati na zaslon ili televizor. Kao vanjsko spremište podataka koristila su se dva ugrađena ZX Microdrivea. U ROM-u je imao ugrađen operativni sustav s mogućnošću višezadaćnosti, Sinclair QDOS te SuperBASIC. Uz računalo bio je isporučivan programski paket tvrtke Psion, a sastojao se od programa za obradu riječi, tabličnog programa, programa za obradu baza podataka i programa za izradu grafikona. Od vanjskih priključaka, imao je utor za ROM (za proširenje ROM-a), dva serijska RS-232 priključka, priključak za mrežu (QLAN), dva priključka za igraće palice i priključak za dodatni microdrive. Grafičke mogućnosti su bile samo u dva načina: 256×256 piksela u 8 boja ili 512×256 piksela u 4 boje.

## Vanjske poveznice
- Kronologija QL-a  Arhivirana inačica izvorne stranice od 6. rujna 2009. (Wayback Machine)